# Llista de monuments del districte de Castres
Llista de monuments del districte de Castres (Tarn) registrats com a monuments històrics, bé catalogats d'interès nacional (classé) o bé inventariats d'interès regional (inscrit).
| Monument                                                                              | Prot. | Època             | Localització                                            | Coordenades                                          | Codi?      | Imatge |
| ------------------------------------------------------------------------------------- | ----- | ----------------- | ------------------------------------------------------- | ---------------------------------------------------- | ---------- | --- |
| Castell                                                                               | Inv.  |                   | Aguts                                                   | 43° 31′ 46″ N, 1° 55′ 25″ E / 43.529388°N,1.923718°E | PA00095663 | Castell · Carregueu una nova foto d'aquest monument |
| Colomar de Montplaisir                                                                | Inv.  | Segle xix         | Ambres                                                  | 43° 43′ 14″ N, 1° 51′ 00″ E / 43.720517°N,1.849887°E | PA81000041 | Colomar de Montplaisir · Vegeu més fotos d'aquest monument · Carregueu una nova foto d'aquest monument                                                       |
| Antiga porta de vila dita le Portail Bas                                              | Inv.  | Segle XVII        | Angles                                                  | 43° 33′ 48″ N, 2° 33′ 33″ E / 43.563383°N,2.559192°E | PA00095487 | Antiga porta de vila dita le Portail Bas · Carregueu una nova foto d'aquest monument                                                                         |
| Castell de Campan                                                                     | Inv.  | Segle XVII        | Angles                                                  | 43° 28′ 37″ N, 2° 36′ 38″ E / 43.477041°N,2.610492°E | PA00095486 | Castell de Campan · Vegeu més fotos d'aquest monument · Carregueu una nova foto d'aquest monument                                                            |
| Canal del Migdia: presa d'aigua d'Alzau                                               | Inv.  | Segle XVII        | Arfonts                                                 | 43° 23′ 46″ N, 2° 13′ 36″ E / 43.396165°N,2.22663°E  | PA81000006 | Canal del Migdia: presa d'aigua d'Alzau · Carregueu una nova foto d'aquest monument                                                                          |
| Canal del Migdia: calçada de Coudières                                                | Inv.  | Segle XVII        | Arfonts                                                 | 43° 23′ 42″ N, 2° 13′ 19″ E / 43.395005°N,2.221843°E | PA81000005 | Canal del Migdia: calçada de Coudières · Carregueu una nova foto d'aquest monument                                                                           |
| Església del Sacré-Coeur de Bonnecousse                                               | Inv.  | Segle XX          | Aussilhon 23 rue des Ecoles                             | 43° 30′ 02″ N, 2° 21′ 57″ E / 43.500587°N,2.365971°E | PA81000013 | Església del Sacré-Coeur de Bonnecousse · Modifica el valor a Wikidata · Carregueu una nova foto d'aquest monument                                           |
| Castell de Thoré                                                                      | Inv.  | Segle xix         | Aussilhon chemin de Thoré                               | 43° 30′ 49″ N, 2° 22′ 21″ E / 43.513677°N,2.372505°E | PA81000029 | Carregueu una nova foto d'aquest monument |
| Església Saint-Étienne                                                                | Inv.  | Segles XVI-XVIII  | Bèlcastèl                                               | 43° 38′ 57″ N, 1° 45′ 19″ E / 43.649142°N,1.755254°E | PA00095488 | Església Saint-Étienne · Vegeu més fotos d'aquest monument · Carregueu una nova foto d'aquest monument                                                       |
| Pont vell sobre l'Agout                                                               | Cat.  | Segles XII-XIII   | Braçac                                                  | 43° 37′ 44″ N, 2° 29′ 51″ E / 43.628932°N,2.497476°E | PA00095490 | Pont vell sobre l'Agout · Vegeu més fotos d'aquest monument · Carregueu una nova foto d'aquest monument                                                      |
| Torre de la Vistoure                                                                  | Inv.  |                   | Burlats                                                 | 43° 38′ 15″ N, 2° 19′ 08″ E / 43.637428°N,2.31885°E  | PA00095492 | Torre de la Vistoure · Vegeu més fotos d'aquest monument · Carregueu una nova foto d'aquest monument                                                         |
| Antic priorat                                                                         | Inv.  | Segles XII-XVII   | Burlats                                                 | 43° 38′ 10″ N, 2° 19′ 04″ E / 43.636056°N,2.317895°E | PA00095491 | Antic priorat · Vegeu més fotos d'aquest monument · Carregueu una nova foto d'aquest monument                                                                |
| Castell de la Serre                                                                   | Inv.  | Segle XVI         | Cambonet de Sòr                                         | 43° 34′ 23″ N, 2° 06′ 13″ E / 43.573118°N,2.103477°E | PA81000021 | Castell de la Serre · Vegeu més fotos d'aquest monument · Carregueu una nova foto d'aquest monument                                                          |
| Canal del Migdia: túnel des Cammazes                                                  | Inv.  | Segle XVII        | Les Capmases                                            | 43° 24′ 35″ N, 2° 04′ 46″ E / 43.409592°N,2.07957°E  | PA81000003 | Canal del Migdia: túnel des Cammazes · Vegeu més fotos d'aquest monument · Carregueu una nova foto d'aquest monument                                         |
| Viacrucis de la capella Notre-Dame de l'Immaculée Conception dita la Rotonde d'Oulias | Inv.  | Segle xix         | Castèlnòu de Braçac                                     | 43° 39′ 15″ N, 2° 31′ 57″ E / 43.654211°N,2.532488°E | PA81000015 | Carregueu una nova foto d'aquest monument |
| Capella Notre-Dame de l'Immaculée Conception dita la Rotonde d'Oulias                 | Inv.  | Segle xix         | Castèlnòu de Braçac                                     | 43° 39′ 15″ N, 2° 31′ 59″ E / 43.654277°N,2.533035°E | PA81000014 | Capella Notre-Dame de l'Immaculée Conception dita la Rotonde d'Oulias · Vegeu més fotos d'aquest monument · Carregueu una nova foto d'aquest monument        |
| Casa                                                                                  | Inv.  | Segle XV          | Castres 1 rue des Boursiers                             | 43° 36′ 27″ N, 2° 14′ 22″ E / 43.607389°N,2.239478°E | PA00095516 | Casa · Vegeu més fotos d'aquest monument · Carregueu una nova foto d'aquest monument                                                                         |
| Edifici                                                                               | Inv.  |                   | Castres rue de la Chambre-de-l'Edit; 38 rue Victor-Hugo | 43° 36′ 15″ N, 2° 14′ 20″ E / 43.604184°N,2.238957°E | PA00095513 | Edifici · Vegeu més fotos d'aquest monument · Carregueu una nova foto d'aquest monument                                                                      |
| Hôtel de Viviès                                                                       | Cat.  |                   | Castres 35 rue de la Chambre-de-l'Edit                  | 43° 36′ 16″ N, 2° 14′ 18″ E / 43.604446°N,2.238462°E | PA00095512 | Hôtel de Viviès · Vegeu més fotos d'aquest monument · Carregueu una nova foto d'aquest monument                                                              |
| Hôtel de Nayzac                                                                       | Cat.  |                   | Castres 12 rue Frédéric-Thomas                          | 43° 36′ 24″ N, 2° 14′ 25″ E / 43.606529°N,2.240179°E | PA00095510 | Hôtel de Nayzac · Vegeu més fotos d'aquest monument · Carregueu una nova foto d'aquest monument                                                              |
| Antiga torre des Cordeliers, actualment englobada en l'edifici de l'institut          | Inv.  | Segle XIV         | Castres 18 boulevard Georges-Clemenceau                 | 43° 36′ 28″ N, 2° 14′ 20″ E / 43.607826°N,2.238778°E | PA00095520 | Antiga torre des Cordeliers, actualment englobada en l'edifici de l'institut · Vegeu més fotos d'aquest monument · Carregueu una nova foto d'aquest monument |
| Teatre municipal                                                                      | Inv.  | Segle xix         | Castres rue de l'Hôtel-de-Ville                         | 43° 36′ 12″ N, 2° 14′ 28″ E / 43.603401°N,2.241063°E | PA81000010 | Teatre municipal · Vegeu més fotos d'aquest monument · Carregueu una nova foto d'aquest monument                                                             |
| Casa                                                                                  | Inv.  | Segle XVII        | Castres 31 rue de l'Hôtel-de-Ville                      | 43° 36′ 18″ N, 2° 14′ 23″ E / 43.60493°N,2.239642°E  | PA00095517 | Casa · Vegeu més fotos d'aquest monument · Carregueu una nova foto d'aquest monument                                                                         |
| Maison Lardaillé                                                                      | Inv.  | Segles XVI-XIX    | Castres 2 boulevard Maréchal-Lyautey                    | 43° 36′ 19″ N, 2° 15′ 19″ E / 43.605169°N,2.255269°E | PA00095518 | Maison Lardaillé · Vegeu més fotos d'aquest monument · Carregueu una nova foto d'aquest monument                                                             |
| Casa natal de Jean-Jaurès                                                             | Inv.  | Segle xix         | Castres 5 rue Soeur-Richard                             | 43° 36′ 20″ N, 2° 14′ 48″ E / 43.605603°N,2.24653°E  | PA00095515 | Casa natal de Jean-Jaurès · Vegeu més fotos d'aquest monument · Carregueu una nova foto d'aquest monument                                                    |
| Edifici                                                                               | Inv.  |                   | Castres 42 rue Villegoudou                              | 43° 36′ 16″ N, 2° 14′ 40″ E / 43.604376°N,2.244522°E | PA00095514 | Edifici · Vegeu més fotos d'aquest monument · Carregueu una nova foto d'aquest monument                                                                      |
| Castell d'Hauterive                                                                   | Inv.  | Segle XIV         | Castres                                                 | 43° 33′ 39″ N, 2° 15′ 36″ E / 43.560717°N,2.25991°E  | PA81000039 | Castell d'Hauterive · Vegeu més fotos d'aquest monument · Carregueu una nova foto d'aquest monument                                                          |
| Jardí del bisbat                                                                      | Cat.  | Segle XVII        | Castres                                                 | 43° 36′ 10″ N, 2° 14′ 30″ E / 43.602715°N,2.241588°E | PA00095670 | Jardí del bisbat · Vegeu més fotos d'aquest monument · Carregueu una nova foto d'aquest monument                                                             |
| Antic palau episcopal                                                                 | Inv.  | Segle XII         | Castres                                                 | 43° 36′ 13″ N, 2° 14′ 30″ E / 43.603707°N,2.241786°E | PA00095519 | Antic palau episcopal · Vegeu més fotos d'aquest monument · Carregueu una nova foto d'aquest monument                                                        |
| Antic hôtel Poncet                                                                    | Inv.  |                   | Castres                                                 | 43° 36′ 15″ N, 2° 14′ 24″ E / 43.604293°N,2.239962°E | PA00095511 | Antic hôtel Poncet · Vegeu més fotos d'aquest monument · Carregueu una nova foto d'aquest monument                                                           |
| Hôtel Frascaty                                                                        | Inv.  | Segle XVII        | Castres Allée Corbière                                  | 43° 36′ 15″ N, 2° 14′ 14″ E / 43.604145°N,2.237349°E | PA00095509 | Carregueu una nova foto d'aquest monument |
| Església Saint-Jacques-de-Villegoudou i casa contígüa                                 | Inv.  | Segle XVII        | Castres                                                 | 43° 36′ 21″ N, 2° 14′ 38″ E / 43.605742°N,2.24378°E  | PA00095508 | Església Saint-Jacques-de-Villegoudou i casa contígüa · Vegeu més fotos d'aquest monument · Carregueu una nova foto d'aquest monument                        |
| Església Saint-Benoît                                                                 | Cat.  | Segle XVIII       | Castres                                                 | 43° 36′ 15″ N, 2° 14′ 30″ E / 43.60417°N,2.24167°E   | PA00095507 | Església Saint-Benoît · Vegeu més fotos d'aquest monument · Carregueu una nova foto d'aquest monument                                                        |
| Església Notre-Dame-de-la-Platé                                                       | Cat.  | Segle XVIII       | Castres                                                 | 43° 36′ 17″ N, 2° 14′ 21″ E / 43.604658°N,2.239037°E | PA00095506 | Església Notre-Dame-de-la-Platé · Vegeu més fotos d'aquest monument · Carregueu una nova foto d'aquest monument                                              |
| Domaine de la Fédial                                                                  | Inv.  |                   | Castres                                                 | 43° 36′ 07″ N, 2° 11′ 10″ E / 43.601894°N,2.186174°E | PA00095505 | Domaine de la Fédial · Vegeu més fotos d'aquest monument · Carregueu una nova foto d'aquest monument                                                         |
| Antiga cartoixa de Saix                                                               | Inv.  | Segle XVII        | Castres                                                 | 43° 35′ 29″ N, 2° 11′ 00″ E / 43.591527°N,2.183425°E | PA00095504 | Antiga cartoixa de Saix · Vegeu més fotos d'aquest monument · Carregueu una nova foto d'aquest monument                                                      |
| Colomar de la Brunié                                                                  | Cat.  | Segle XVII        | Damiata                                                 | 43° 41′ 33″ N, 1° 59′ 47″ E / 43.692499°N,1.99628°E  | PA00095551 | Carregueu una nova foto d'aquest monument |
| Castrum medieval del Castlar                                                          | Inv.  | Edat mitjana      | Durfòrt                                                 | 43° 26′ 20″ N, 2° 04′ 26″ E / 43.438941°N,2.073938°E | PA81000001 | Carregueu una nova foto d'aquest monument |
| Dos antics graners cartoixans de Fonbruno                                             | Inv.  |                   | Escorsens                                               | 43° 27′ 36″ N, 2° 14′ 40″ E / 43.460076°N,2.244309°E | PA00095553 | Carregueu una nova foto d'aquest monument |
| Castell                                                                               | Inv.  | Segle XVI         | Ferrièiras                                              | 43° 39′ 27″ N, 2° 26′ 39″ E / 43.65738°N,2.44408°E   | PA00095554 | Castell · Vegeu més fotos d'aquest monument · Carregueu una nova foto d'aquest monument                                                                      |
| Església parroquial Saint-Salvy                                                       | Inv.  |                   | Girocens                                                | 43° 45′ 50″ N, 1° 46′ 25″ E / 43.763904°N,1.773621°E | PA00095565 | Església parroquial Saint-Salvy · Vegeu més fotos d'aquest monument · Carregueu una nova foto d'aquest monument                                              |
| Residència Hostellerie du Lyon d'Or o casa de l'esquilador del gos                    | Inv.  | Segle XII         | Graulhet 12 place André-Brun                            | 43° 45′ 45″ N, 1° 59′ 19″ E / 43.762391°N,1.98867°E  | PA81000016 | Residència Hostellerie du Lyon d'Or o casa de l'esquilador del gos · Carregueu una nova foto d'aquest monument                                               |
| Pont vell sobre el Dadou                                                              | Cat.  | Segle XIII        | Graulhet                                                | 43° 45′ 46″ N, 1° 59′ 25″ E / 43.762912°N,1.990162°E | PA00095567 | Pont vell sobre el Dadou · Carregueu una nova foto d'aquest monument                                                                                         |
| Castell de Lézignac                                                                   | Inv.  | Segles XIII-XV    | Graulhet                                                | 43° 46′ 13″ N, 1° 58′ 01″ E / 43.770247°N,1.96695°E  | PA00095566 | Castell de Lézignac · Vegeu més fotos d'aquest monument · Carregueu una nova foto d'aquest monument                                                          |
| Dolmen del Plo de Laganthe                                                            | Cat.  | Neolític          | La Bastida Roairós Plo des Trois Pierres                | 43° 29′ 49″ N, 2° 39′ 07″ E / 43.497041°N,2.652006°E | PA00095571 | Carregueu una nova foto d'aquest monument |
| Castell del Travet                                                                    | Inv.  | Segle XVII        | La Bastida Sant Jòrdi                                   | 43° 41′ 57″ N, 1° 49′ 27″ E / 43.69917°N,1.824203°E  | PA00095572 | Castell del Travet · Vegeu més fotos d'aquest monument · Carregueu una nova foto d'aquest monument                                                           |
| Antiga llotja                                                                         | Cat.  |                   | La Bruguièira rue Jean-Jaurès; rue des Lombards         | 43° 32′ 21″ N, 2° 15′ 47″ E / 43.539057°N,2.263125°E | PA00095576 | Antiga llotja · Vegeu més fotos d'aquest monument · Carregueu una nova foto d'aquest monument                                                                |
| Església                                                                              | Inv.  | Segle XIV         | La Bruguièira                                           | 43° 32′ 24″ N, 2° 15′ 50″ E / 43.540103°N,2.263752°E | PA00095575 | Església · Vegeu més fotos d'aquest monument · Carregueu una nova foto d'aquest monument                                                                     |
| Castell                                                                               | Inv.  | Segles XVI-XVII   | La Bruguièira                                           | 43° 32′ 26″ N, 2° 15′ 49″ E / 43.54053°N,2.263672°E  | PA00095574 | Castell · Vegeu més fotos d'aquest monument · Carregueu una nova foto d'aquest monument                                                                      |
| Torre-sitja de Calmels                                                                | Inv.  | Segle xix         | La Cauna rue de la Côte-de-Calmels                      | 43° 42′ 38″ N, 2° 41′ 43″ E / 43.710651°N,2.695244°E | PA81000030 | Torre-sitja de Calmels · Vegeu més fotos d'aquest monument · Carregueu una nova foto d'aquest monument                                                       |
| Filadura Ramond                                                                       | Inv.  | Segle xix         | La Cauna 9 rue de Peyruc                                | 43° 42′ 16″ N, 2° 41′ 33″ E / 43.704452°N,2.692594°E | PA00132683 | Filadura Ramond · Vegeu més fotos d'aquest monument · Carregueu una nova foto d'aquest monument                                                              |
| Menhir Peyro-Lebado                                                                   | Cat.  |                   | La Cauna                                                | 43° 42′ 44″ N, 2° 43′ 35″ E / 43.712244°N,2.726300°E | PA00095579 | Menhir Peyro-Lebado · Vegeu més fotos d'aquest monument · Carregueu una nova foto d'aquest monument                                                          |
| Font                                                                                  | Cat.  | Segle XVI         | La Cauna                                                | 43° 42′ 23″ N, 2° 41′ 23″ E / 43.706417°N,2.689705°E | PA00095578 | Font · Vegeu més fotos d'aquest monument · Carregueu una nova foto d'aquest monument                                                                         |
| Castell de Calmel                                                                     | Inv.  |                   | La Cauna                                                | 43° 42′ 41″ N, 2° 41′ 41″ E / 43.71127°N,2.694653°E  | PA00095577 | Castell de Calmel · Vegeu més fotos d'aquest monument · Carregueu una nova foto d'aquest monument                                                            |
| Font del segle xvii                                                                   | Inv.  | Segle XVII        | La Casa                                                 | 43° 44′ 14″ N, 2° 31′ 13″ E / 43.73719°N,2.52015°E   | PA00095581 | Font del segle xvii · Vegeu més fotos d'aquest monument · Carregueu una nova foto d'aquest monument                                                          |
| Castell                                                                               | Inv.  | Segle XVII        | La Casa                                                 | 43° 44′ 14″ N, 2° 31′ 13″ E / 43.73734°N,2.52027°E   | PA00095580 | Castell · Vegeu més fotos d'aquest monument · Carregueu una nova foto d'aquest monument                                                                      |
| Església Saint-Rémy                                                                   | Cat.  | Segle XIV         | Lautrèc                                                 | 43° 42′ 20″ N, 2° 08′ 20″ E / 43.7056°N,2.139°E      | PA00135477 | Església Saint-Rémy · Vegeu més fotos d'aquest monument · Carregueu una nova foto d'aquest monument                                                          |
| Antiga creu del cementiri de Graissac                                                 | Inv.  |                   | Lautrèc                                                 | 43° 44′ 05″ N, 2° 08′ 24″ E / 43.734736°N,2.139966°E | PA00095583 | Antiga creu del cementiri de Graissac · Vegeu més fotos d'aquest monument · Carregueu una nova foto d'aquest monument                                        |
| Castell de Malvignol                                                                  | Inv.  | Segles XVI-XVII   | Lautrèc                                                 | 43° 42′ 47″ N, 2° 06′ 23″ E / 43.713125°N,2.106344°E | PA00095582 | Castell de Malvignol · Carregueu una nova foto d'aquest monument                                                                                             |
| Pont sobre l'Agout                                                                    | Inv.  |                   | La Vaur R.D. 47                                         | 43° 42′ 05″ N, 1° 49′ 25″ E / 43.7014°N,1.8236°E     | PA00095586 | Pont sobre l'Agout · Vegeu més fotos d'aquest monument · Carregueu una nova foto d'aquest monument                                                           |
| Castell de Reyniès                                                                    | Inv.  | Segles XVII-XVIII | La Vaur                                                 | 43° 41′ 08″ N, 1° 50′ 09″ E / 43.685434°N,1.835814°E | PA00125613 | Carregueu una nova foto d'aquest monument |
| Castell de Mirabel-Laval                                                              | Inv.  | Segle XVII        | La Vaur                                                 | 43° 40′ 48″ N, 1° 46′ 57″ E / 43.680018°N,1.782422°E | PA00095666 | Carregueu una nova foto d'aquest monument |
| Torre des Rondes                                                                      | Inv.  |                   | La Vaur                                                 | 43° 41′ 51″ N, 1° 49′ 04″ E / 43.697380°N,1.817650°E | PA00095587 | Torre des Rondes · Vegeu més fotos d'aquest monument · Carregueu una nova foto d'aquest monument                                                             |
| Església Saint-François, antiga església del convent des Cordeliers                   | Cat.  | Segles XVI-XIX    | La Vaur                                                 | 43° 41′ 56″ N, 1° 49′ 02″ E / 43.6988°N,1.8171°E     | PA00095585 | Església Saint-François, antiga església del convent des Cordeliers · Vegeu més fotos d'aquest monument · Carregueu una nova foto d'aquest monument          |
| Església Saint-Alain                                                                  | Cat.  |                   | La Vaur                                                 | 43° 41′ 58″ N, 1° 49′ 17″ E / 43.69931°N,1.821381°E  | PA00095584 | Església Saint-Alain · Vegeu més fotos d'aquest monument · Carregueu una nova foto d'aquest monument                                                         |
| Castell de Padiés                                                                     | Inv.  |                   | L'Empèut                                                | 43° 32′ 08″ N, 2° 02′ 43″ E / 43.535419°N,2.045337°E | PA00095588 | Castell de Padiés · Vegeu més fotos d'aquest monument · Carregueu una nova foto d'aquest monument                                                            |
| Castell del Gua                                                                       | Inv.  | Segle XVII        | L'Escot                                                 | 43° 32′ 10″ N, 2° 06′ 04″ E / 43.536101°N,2.101082°E | PA00095589 | Castell del Gua · Vegeu més fotos d'aquest monument · Carregueu una nova foto d'aquest monument                                                              |
| Església                                                                              | Inv.  |                   | Magrinh                                                 | 43° 36′ 44″ N, 1° 55′ 36″ E / 43.612215°N,1.926746°E | PA00095597 | Església · Modifica el valor a Wikidata · Carregueu una nova foto d'aquest monument                                                                          |
| Castell de Magrin                                                                     | Inv.  | Segles XVI-XVII   | Magrinh                                                 | 43° 37′ 13″ N, 1° 55′ 38″ E / 43.620281°N,1.927242°E | PA00095596 | Castell de Magrin · Vegeu més fotos d'aquest monument · Carregueu una nova foto d'aquest monument                                                            |
| Castell de Massuguiès                                                                 | Cat.  | Segle XIV         | Lo Mas Nòu                                              | 43° 48′ 00″ N, 2° 32′ 33″ E / 43.799985°N,2.542562°E | PA00135478 | Carregueu una nova foto d'aquest monument |
| Castell de Maçaguèl                                                                   | Inv.  | Segles XIII-XVI   | Maçaguèl                                                | 43° 29′ 35″ N, 2° 09′ 38″ E / 43.49304°N,2.160527°E  | PA00095602 | Castell de Maçaguèl · Vegeu més fotos d'aquest monument · Carregueu una nova foto d'aquest monument                                                          |
| Castell de Scopont                                                                    | Inv.  | Segle XVIII       | Maurens e Escotpònt                                     | 43° 35′ 05″ N, 1° 48′ 19″ E / 43.584626°N,1.805395°E | PA00095603 | Carregueu una nova foto d'aquest monument |
| Casa neoclàssica Jamme de la Goutine                                                  | Inv.  |                   | Masamet 3 rue de la Libération                          | 43° 29′ 48″ N, 2° 22′ 25″ E / 43.496585°N,2.373648°E | PA00095676 | Casa neoclàssica Jamme de la Goutine · Vegeu més fotos d'aquest monument · Carregueu una nova foto d'aquest monument                                         |
| Antiga església                                                                       | Inv.  | Segle XV          | Montjuèi                                                | 43° 30′ 43″ N, 1° 56′ 01″ E / 43.512045°N,1.933615°E | PA00095609 | Antiga església · Vegeu més fotos d'aquest monument · Carregueu una nova foto d'aquest monument                                                              |
| Castell                                                                               | Inv.  |                   | Montjuèi                                                | 43° 30′ 45″ N, 1° 55′ 57″ E / 43.512403°N,1.932566°E | PA00095608 | Castell · Vegeu més fotos d'aquest monument · Carregueu una nova foto d'aquest monument                                                                      |
| Castell de Castelfranc                                                                | Inv.  | Segle XVI         | La Bessoniá                                             | 43° 43′ 32″ N, 2° 17′ 32″ E / 43.725688°N,2.292312°E | PA00125614 | Castell de Castelfranc · Vegeu més fotos d'aquest monument · Carregueu una nova foto d'aquest monument                                                       |
| Torre de Navés                                                                        | Inv.  | Segle XVI         | Navés Latour                                            | 43° 33′ 27″ N, 2° 13′ 41″ E / 43.557457°N,2.228114°E | PA00135479 | Torre de Navés · Vegeu més fotos d'aquest monument · Carregueu una nova foto d'aquest monument                                                               |
| Castell de Montespieu                                                                 | Inv.  |                   | Navés                                                   | 43° 33′ 18″ N, 2° 13′ 20″ E / 43.5551°N,2.2223°E     | PA00095675 | Castell de Montespieu · Vegeu més fotos d'aquest monument · Carregueu una nova foto d'aquest monument                                                        |
| Església                                                                              | Inv.  |                   | Nòstra Dama de Noalhac                                  | 43° 34′ 20″ N, 2° 21′ 08″ E / 43.57231°N,2.352322°E  | PA00095611 | Església · Vegeu més fotos d'aquest monument · Carregueu una nova foto d'aquest monument                                                                     |
| Castell de Lastouzeilles                                                              | Inv.  | Segles XVII-XVIII | Palavila                                                | 43° 30′ 20″ N, 1° 59′ 12″ E / 43.505596°N,1.986632°E | PA81000008 | Castell de Lastouzeilles · Carregueu una nova foto d'aquest monument                                                                                         |
| Església parroquial Saint-Pierre                                                      | Inv.  | Segles XII-XIV    | Peiregós                                                | 43° 42′ 03″ N, 2° 12′ 11″ E / 43.700946°N,2.202964°E | PA81000037 | Església parroquial Saint-Pierre · Vegeu més fotos d'aquest monument · Carregueu una nova foto d'aquest monument                                             |
| Zona protohistòrica de l'oppidum de Cordouls                                          | Inv.  | Protohistòria     | Puèglaurenç                                             | 43° 36′ 59″ N, 2° 05′ 30″ E / 43.6165°N,2.0916°E     | PA81000038 | Carregueu una nova foto d'aquest monument |
| Castell de Ròcavidal                                                                  | Inv.  | Segles XIV-XV     | Ròcavidal                                               | 43° 37′ 29″ N, 1° 52′ 44″ E / 43.624645°N,1.878783°E | PA00095626 | Castell de Ròcavidal · Vegeu més fotos d'aquest monument · Carregueu una nova foto d'aquest monument                                                         |
| Església                                                                              | Inv.  |                   | Sant Amanç de Solt                                      | 43° 28′ 34″ N, 2° 29′ 23″ E / 43.476221°N,2.489702°E | PA00095630 | Església · Vegeu més fotos d'aquest monument · Carregueu una nova foto d'aquest monument                                                                     |
| Castell de Soult-Berg                                                                 | Inv.  | Segle xix         | Sant Amanç de Solt                                      | 43° 28′ 22″ N, 2° 29′ 38″ E / 43.472675°N,2.493821°E | PA00095629 | Castell de Soult-Berg · Vegeu més fotos d'aquest monument · Carregueu una nova foto d'aquest monument                                                        |
| Capella funerària de la família Soult                                                 | Cat.  | Segle xix         | Sant Amanç de Solt                                      | 43° 28′ 34″ N, 2° 29′ 23″ E / 43.476079°N,2.489693°E | PA00095628 | Capella funerària de la família Soult · Vegeu més fotos d'aquest monument · Carregueu una nova foto d'aquest monument                                        |
| Antiga caserna de gendarmeria                                                         | Cat.  | Segle XVI         | Sant Amanç de Solt                                      | 43° 28′ 35″ N, 2° 29′ 23″ E / 43.476427°N,2.48986°E  | PA00095627 | Antiga caserna de gendarmeria · Vegeu més fotos d'aquest monument · Carregueu una nova foto d'aquest monument                                                |
| Castell                                                                               | Inv.  | Segles XVII-XVIII | Sant Amanç de Val Toret                                 | 43° 28′ 53″ N, 2° 29′ 24″ E / 43.48131°N,2.489958°E  | PA00095631 | Castell · Vegeu més fotos d'aquest monument · Carregueu una nova foto d'aquest monument                                                                      |
| Església Saint-Pierre-de-Monestiers                                                   | Cat.  |                   | Sant Gausenç                                            | 43° 45′ 07″ N, 1° 51′ 39″ E / 43.7519°N,1.8608°E     | PA00095635 | Església Saint-Pierre-de-Monestiers · Vegeu més fotos d'aquest monument · Carregueu una nova foto d'aquest monument                                          |
| Casa-taller del pintor Carrade                                                        | Inv.  | Segle XX          | Sant German dels Prats                                  | 43° 34′ 34″ N, 2° 03′ 35″ E / 43.576202°N,2.05976°E  | PA81000022 | Carregueu una nova foto d'aquest monument |
| Església parroquial                                                                   | Inv.  | Segle xix         | Sant Pau del Cabdal Jòus                                | 43° 38′ 53″ N, 1° 58′ 31″ E / 43.64801°N,1.97516°E   | PA81000036 | Església parroquial · Vegeu més fotos d'aquest monument · Carregueu una nova foto d'aquest monument                                                          |
| Castella                                                                              | Inv.  |                   | Sant Somplesi                                           | 43° 46′ 32″ N, 1° 41′ 18″ E / 43.775663°N,1.688265°E | PA00132682 | Castella · Vegeu més fotos d'aquest monument · Carregueu una nova foto d'aquest monument                                                                     |
| Església Sainte-Croix                                                                 | Inv.  | Segle XVIII       | Sauvatèrra                                              | 43° 28′ 27″ N, 2° 33′ 13″ E / 43.474103°N,2.553518°E | PA81000020 | Església Sainte-Croix · Modifica el valor a Wikidata · Carregueu una nova foto d'aquest monument                                                             |
| Castell de Sauvatèrra                                                                 | Inv.  | Segle XVI         | Sauvatèrra                                              | 43° 28′ 27″ N, 2° 33′ 14″ E / 43.474158°N,2.553971°E | PA81000019 | Castell de Sauvatèrra · Carregueu una nova foto d'aquest monument                                                                                            |
| Castell de Sendrone                                                                   | Inv.  | Segles XVII-XVIII | Sais                                                    | 43° 34′ 22″ N, 2° 09′ 40″ E / 43.572849°N,2.16106°E  | PA00095641 | Castell de Sendrone · Vegeu més fotos d'aquest monument · Carregueu una nova foto d'aquest monument                                                          |
| Zona arqueològica del castrum de Roquefort                                            | Inv.  | Edat mitjana      | Sorese                                                  | 43° 25′ 16″ N, 2° 05′ 17″ E / 43.421223°N,2.088192°E | PA81000040 | Carregueu una nova foto d'aquest monument |
| Canal del Migdia: presa d'aigua de Pont-Crouzet                                       | Inv.  | Segles XVIII-XIX  | Sorese                                                  | 43° 27′ 04″ N, 2° 02′ 50″ E / 43.451203°N,2.047166°E | PA81000007 | Canal del Migdia: presa d'aigua de Pont-Crouzet · Carregueu una nova foto d'aquest monument                                                                  |
| Zona arqueològica de la gruta del Calel                                               | Inv.  | Edat mitjana      | Sorese le Caussé                                        | 43° 27′ 15″ N, 2° 04′ 03″ E / 43.454079°N,2.067477°E | PA00095648 | Carregueu una nova foto d'aquest monument |
| Antiga església Saint-Martin                                                          | Cat.  |                   | Sorese                                                  | 43° 27′ 10″ N, 2° 04′ 01″ E / 43.4527°N,2.067°E      | PA00095647 | Antiga església Saint-Martin · Vegeu més fotos d'aquest monument · Carregueu una nova foto d'aquest monument                                                 |
| Escola                                                                                | Cat.  | Segles XVII-XVIII | Sorese                                                  | 43° 27′ 07″ N, 2° 04′ 06″ E / 43.452003°N,2.068374°E | PA00095646 | Escola · Vegeu més fotos d'aquest monument · Carregueu una nova foto d'aquest monument                                                                       |
| Cases d'entramats de fusta                                                            | Inv.  | Segles XVII-XVIII | Vabre 6, 8, 10 rue Vieille                              | 43° 41′ 35″ N, 2° 25′ 35″ E / 43.692972°N,2.426422°E | PA00125617 | Cases d'entramats de fusta · Vegeu més fotos d'aquest monument · Carregueu una nova foto d'aquest monument                                                   |
| Muralla                                                                               | Inv.  | Segle XIII        | Vabre                                                   | 43° 41′ 35″ N, 2° 25′ 33″ E / 43.693185°N,2.425961°E | PA00132684 | Muralla · Vegeu més fotos d'aquest monument · Carregueu una nova foto d'aquest monument                                                                      |
| Font de Recoule                                                                       | Inv.  | Segle XVI         | Viana Recoule                                           | 43° 44′ 21″ N, 2° 34′ 29″ E / 43.739189°N,2.574627°E | PA00095655 | Font de Recoule · Modifica el valor a Wikidata · Carregueu una nova foto d'aquest monument                                                                   |
| Antiga abadia benedictina Notre-Dame de la Sagne                                      | Inv.  | Segles XVII-XVIII | Vièlhmur d'Agot                                         | 43° 37′ 10″ N, 2° 05′ 20″ E / 43.619371°N,2.088937°E | PA00135480 | Carregueu una nova foto d'aquest monument |
| Església parroquial Saint-Martin                                                      | Inv.  | Segles XIV-XV     | Vivièrs de las Montanhas                                | 43° 33′ 17″ N, 2° 10′ 45″ E / 43.554668°N,2.179048°E | PA00135481 | Església parroquial Saint-Martin · Vegeu més fotos d'aquest monument · Carregueu una nova foto d'aquest monument                                             |
| Granja de la Sabartarié                                                               | Inv.  |                   | Vivièrs de las Montanhas                                | 43° 31′ 56″ N, 2° 11′ 20″ E / 43.532177°N,2.188924°E | PA00095662 | Carregueu una nova foto d'aquest monument |
| Castell de Groupiac                                                                   | Inv.  | Segle xix         | Vivièrs de las Montanhas                                | 43° 31′ 55″ N, 2° 10′ 27″ E / 43.531905°N,2.174263°E | PA00095661 | Carregueu una nova foto d'aquest monument |
| Castell                                                                               | Inv.  | Segle XVI         | Vivièrs de las Montanhas                                | 43° 33′ 15″ N, 2° 10′ 43″ E / 43.554116°N,2.178603°E | PA00095660 | Castell · Vegeu més fotos d'aquest monument · Carregueu una nova foto d'aquest monument                                                                      |